# Championnat d'Irlande de football 1947-1948
Navigation
Édition précédente Édition suivante
La saison 1947-1948 du Championnat d'Irlande de football est la 27e saison du championnat national. Le championnat de comporte qu'une seule division regroupant huit équipes. Le Shelbourne Football Club est le tenant du titre après sa victoire de 1947. 
Le Drumcondra Football Club remporte son tout premier titre de champion d'Irlande. Le club d'un quartier sud de Dublin devance d'un point le Dundalk Football Club. Shelbourne complète le podium.
Aucun club n'est relégué au terme de la saison.
L'irlandais Sean McCarthy, jouant à Cork United, est, avec 13 buts, le meilleur buteur de la compétition.

## Les 8 clubs participants
- Bohemian Football Club
- Cork United Football Club
- Drumcondra Football Club
- Dundalk Football Club
- Limerick Football Club
- Shamrock Rovers Football Club
- Shelbourne Football Club
- Waterford United Football Club

## Classement
| Rang | Équipe            | Pts | J  | G | N | P | Bp | Bc | Diff |
| ---- | ----------------- | --- | -- | - | - | - | -- | -- | ---- |
| 1    | Drumcondra FC     | 18  | 14 | 7 | 4 | 3 | 29 | 22 | +7   |
| 2    | Dundalk FC        | 17  | 14 | 6 | 5 | 3 | 21 | 14 | +7   |
| 3    | Shelbourne FC T   | 17  | 14 | 7 | 3 | 4 | 30 | 24 | +6   |
| 4    | Shamrock Rovers C | 14  | 14 | 4 | 6 | 4 | 26 | 24 | +2   |
| 5    | Limerick FC       | 13  | 14 | 5 | 3 | 6 | 22 | 27 | -5   |
| 6    | Cork United       | 12  | 14 | 3 | 6 | 5 | 29 | 30 | -1   |
| 7    | Waterford United  | 11  | 14 | 1 | 5 | 8 | 18 | 24 | -6   |
| 8    | Bohemian FC       | 10  | 14 | 4 | 2 | 8 | 19 | 29 | -10  |

| Légende : Qualifications et relégations | Légende : Qualifications et relégations                                     |
| --------------------------------------- | --------------------------------------------------------------------------- |
|                                         | Champion d'Irlande                                                          |
|                                         | T : Tenant du titre P : Promu C : Vainqueur de la Coupe d'Irlande 1947-1948 |

## Source
- (en) Alex Graham, Football in the Republic of Ireland : a Statistical Record 1921–2005, Soccer Books Ltd, novembre 2005, 142 p. (ISBN 978-1862231351).